# 鄒正
鄒 正（漢音読み：すう せい、簡体字：邹正、繁体字：鄒正、拼音：Zōu Zhèng、Zou Zheng、1988年2月7日 - ）は、中華人民共和国・山東省青島市出身の元サッカー選手。現役時代のポジションはディフェンダー、ミッドフィールダー。

## 来歴

### クラブ

#### 青島中能
2007年に青島中能で中超デビュー。

#### 広州恒大
2014年12月24日、青島中能から広州恒大へ完全移籍した。移籍金は1000万人民元（約2億円）である。
FIFAクラブワールドカップ2015のFCバルセロナ戦でダニエウ・アウベスと接触した際に左足を滑らせ、左足があらぬ方向に変形し動かなくなってしまった。
その後、鄒正は左足首を押さえてたおれこんだ。しかし、担架で運ばれているときは、負傷していないはずの、左膝を強く押さえていた。

#### 広州富力
2019年2月28日、広州富力と3年契約を結んだ。

## プレースタイル
セントラルならMFもDFもこなすことができるポリパレントな選手。

## 代表歴

### 出場大会
なし

### 試合数
国際Aマッチ 3試合 0得点（2015年）
| 中国代表 | 国際Aマッチ | 国際Aマッチ |
| 年       | 出場        | 得点        |
| -------- | ----------- | ----------- |
| 2015     | 3           | 0           |
| 通算     | 3           | 0           |

## タイトル

### クラブ
広州恒大
- AFCチャンピオンズリーグ：1回 (2015)
- 中国サッカー・超級リーグ：3回 (2015, 2016, 2017)
- 中国FAカップ：1回 (2016)
- 中国サッカー・スーパーカップ：3回 (2016, 2017, 2018)